# Melaleuca wonganensis
Melaleuca wonganensis är en myrtenväxtart som beskrevs av Lyndley Alan Craven. Melaleuca wonganensis ingår i släktet Melaleuca och familjen myrtenväxter. Inga underarter finns listade i Catalogue of Life.